# Famille Oberthür
Pour les articles homonymes, voir Oberthür.
La famille Oberthür puis famille Oberthur est le nom d’une famille d’imprimeurs d’origine alsacienne et installée à Rennes. Ses principaux membres sont :
- François-Charles Oberthür (1 décembre 1818 - 6 février 1893), imprimeur et chef d’entreprise, (fondateur de l'imprimerie éponyme en 1852)
- Charles Oberthür (14 septembre 1845 - 1 juin 1924), fils aîné de François-Charles, entomologiste amateur, (collection de lépidoptères)
- René Oberthür (14 avril 1852 - 27 avril 1944), frère de Charles, entomologiste amateur, (collection de coléoptères)
- Joseph Oberthur (25 avril 1872 - 5 octobre 1956), 2ème fils de Charles, médecin neurologue, peintre et illustrateur animalier, écrivain cynégétique
- Henri Joseph Oberthür (30 novembre 1897 - 18 mai 1983), 2ème enfant de Joseph, entomologiste

## Filiation
En gras, les personnes ayant eu une activité comme imprimeur :
- François-Jacques (1793-1863) - Salomé,Marguerite Kieffer (1799-1820)
  - François-Charles (1818-1893) ~ Marie Hamelin (1822-1911)
    - Charles (1845-1924) ~ Louise Le Ray (1847-1939)
      - Charles (1871-1934)  -  Suzanne Martel (1877-1950)
      - Joseph (1872-1956)  -  Marie Fayol (1876-1953)
      - Louis (1878-1963)  -  Yvonne Martel (1879-1924)

    - René (1852-1944) ~ Marguerite Chevrier (1856-1930)
      - Marie (1878-1938) ~ Pierre de Clerck (1872-1914)
      - Marguerite (1884-1986) - Henri Aymé (1879-1955)
      - Madeleine (1886-1944) ~ Paul de Jessé Charleval (1883-1963)
      - Marthe (1891-1980) ~ Pierre Cartier-Bresson (1880-1918)

## Lieux et entreprises

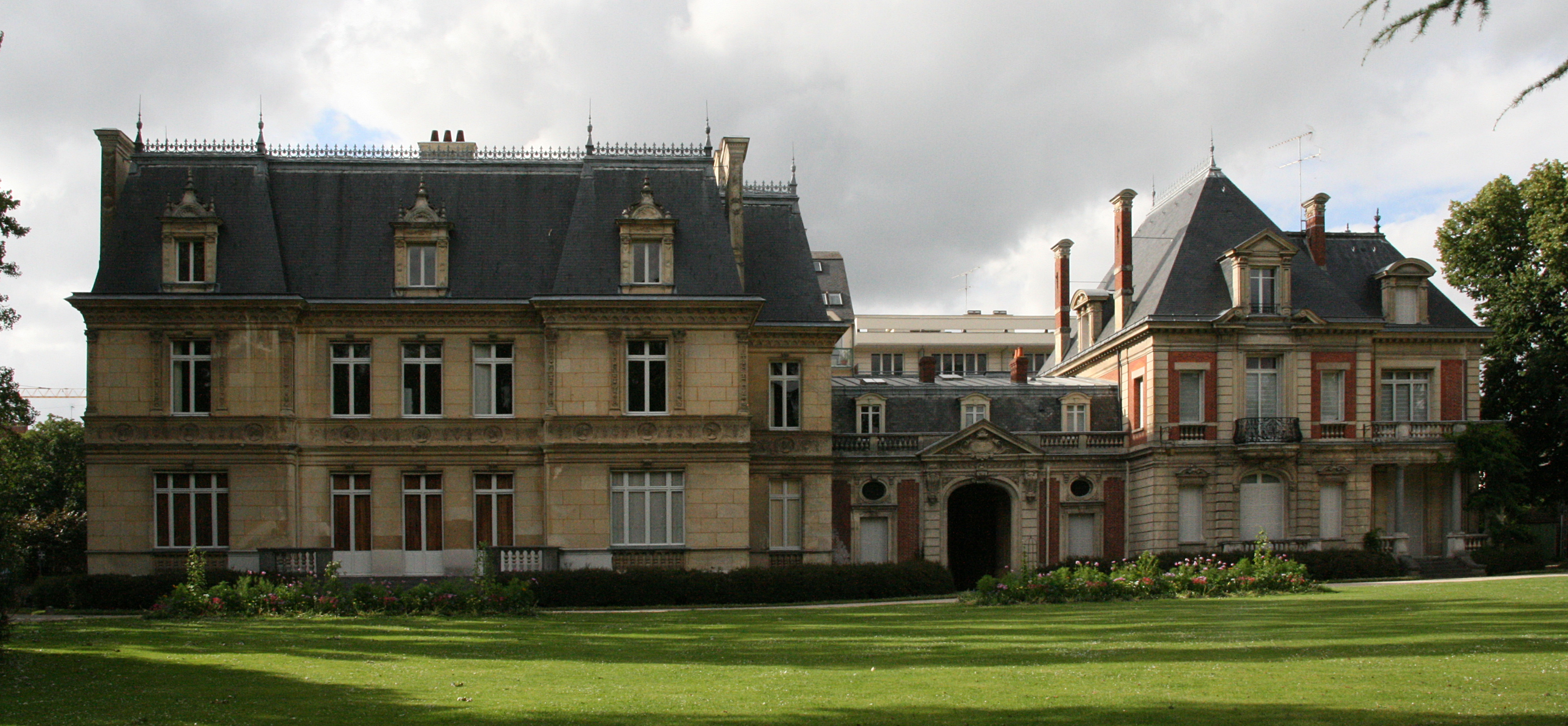
L'ancienne demeure de la famille Oberthür, vue depuis le parc Oberthür, à Rennes.

L’imprimerie Oberthur est fondée en 1852 à Rennes par François-Charles Oberthür. En 1984, la société a été scindée en trois entreprises :
- Ouest Impressions Oberthur, entreprise d’imprimerie et de reliure ;
- Oberthur Fiduciaire, une entreprise d’imprimerie fiduciaire, dont est issue Oberthur Technologies, une entreprise spécialisée dans la conception et la fabrication de cartes à puces ;
- Imprimerie Oberthur et Fabrical (de 1984 à 1989), entreprise spécialisée dans l’impression de calendriers et d’agendas.

À aussi été créée Oberthur Consultants, société conseil en rémunération et communication sociale, active de 1988 à 2012.
Le parc Oberthür, créé en 1863-1864, est désormais un jardin public de Rennes. Un hôtel particulier y a été bâti en 1875 et agrandi en 1894.